# Bahnstrecke Selbitz–Helmbrechts
| Streckennummer (DB): | 5024                                           |                               |                               |
| Kursbuchstrecke (DB): | 420k (1937) 418k (1946) 419n (1957) 836 (1975) |                               |                               |
| Streckenlänge: | 10,582 km                                      |                               |                               |
| Spurweite: | 1435 mm (Normalspur)                           |                               |                               |
| |                                                |                               |                               |
| \| \| \| von Bad Steben \| \| \| \| 0,000 \| Selbitz \| Selbitz \| \| \| \| nach Hof \| \| \| \| 2,20 \| Weidesgrün \| Weidesgrün \| \| \| 2,448 \| Eselsberg-Tunnel (112 m) \| Eselsberg-Tunnel (112 m) \| \| \| 4,910 \| Schauenstein \| Schauenstein \| \| \| \| Selbitz \| \| \| \| 6,60 \| Volkmannsgrün \| Volkmannsgrün \| \| \| 8,90 \| Helmbrechts Freibad (ab 1956) \| Helmbrechts Freibad (ab 1956) \| \| \| 10,582 \| Helmbrechts (ehem. Bf) \| 601 m ü. NHN \| \| \| \| nach Münchberg \| \| |                                                |                               |                               |
| Strecke |                                                | von Bad Steben                | von Bad Steben                |
| Bahnhof | 0,000                                          | Selbitz                       | Selbitz                       |
| Abzweig ehemals geradeaus und nach links |                                                | nach Hof                      | nach Hof                      |
| Haltepunkt / Haltestelle (Strecke außer Betrieb) | 2,20                                           | Weidesgrün                    | Weidesgrün                    |
| Tunnel (Strecke außer Betrieb) | 2,448                                          | Eselsberg-Tunnel (112 m)      | Eselsberg-Tunnel (112 m)      |
| Bahnhof (Strecke außer Betrieb) | 4,910                                          | Schauenstein                  | Schauenstein                  |
| Brücke über Wasserlauf (Strecke außer Betrieb) |                                                | Selbitz                       | Selbitz                       |
| Haltepunkt / Haltestelle (Strecke außer Betrieb) | 6,60                                           | Volkmannsgrün                 | Volkmannsgrün                 |
| Haltepunkt / Haltestelle (Strecke außer Betrieb) | 8,90                                           | Helmbrechts Freibad (ab 1956) | Helmbrechts Freibad (ab 1956) |
| Haltepunkt / Haltestelle Strecke bis hier außer Betrieb | 10,582                                         | Helmbrechts (ehem. Bf)        | 601 m ü. NHN                  |
| Strecke |                                                | nach Münchberg                | nach Münchberg                |

Die Bahnstrecke Selbitz–Helmbrechts, auch Selbitztalbahn genannt, war eine 10,582 Kilometer lange Nebenbahn in Bayern. Sie führte von Selbitz nach Helmbrechts und ist mittlerweile stillgelegt. Bis auf den Tunnel in Weidesgrün, eine Brücke in Schauenstein und zwei Brücken in Selbitz ist sie abgebaut.

## Geschichte
Nachdem sowohl Selbitz als auch Helmbrechts jeweils bereits 1887 an das Eisenbahnnetz angeschlossen wurden, folgte der Lückenschluss zwischen der Bahnstrecke Hof–Bad Steben und der Bahnstrecke Münchberg–Helmbrechts erst deutlich später. Ausschlaggebend für die geplante Strecke durch das Selbitztal war ein Gesuch der Stadt Schauenstein beim Bayerischen Landtag, der den Bahnbau am 26. Juli 1912 genehmigte. Letztlich machte jedoch der Erste Weltkrieg alle Planungen zunichte. Erst 1923 waren die Gleisbauarbeiten beendet, wobei neben den normalen Unterbauten der Trasse auch zehn Steinbrücken und der 112 Meter lange Eselsberg-Tunnel, als einziger auf einer oberfränkischen Nebenbahn, erforderlich geworden waren.
Die Eröffnung der Strecke durch die mittlerweile zuständige Deutsche Reichsbahn erfolgte schließlich am 1. März 1924. Der alte Bahnhof Helmbrechts wurde damals im Personenverkehr aufgegeben, da das Gelände und die angrenzende Bebauung der Neubaustrecke im Weg waren. Das Streckengleis Richtung Münchberg wurde verschwenkt und außerhalb der Stadt ein neuer Bahnhof, der heute noch besteht, errichtet. Er war nur rund 500 Meter vom Ortsteil Weißenbach entfernt, der dortige Haltepunkt wurde deshalb 1923 aufgelassen. Im alten Bahnhof, der ursprünglich abgerissen werden sollte, verblieb aus finanziellen Gründen der Güterverkehr. 1924 folgte der Bahnhof Schauenstein mit Güterschuppenanbau. Im Bahnhof Selbitz, damals vom Durchgangsbahnhof zum Trennungsbahnhof erweitert, konnte das „Münchberger Gleis“ problemlos untergebracht werden. Ein provisorischer Haltepunkt wurde im Februar 1956 am damaligen Freibad in Helmbrechts gebaut, der nur als Bedarfshalt im Sommer bedient wurde. Da nachmittags, als auch im Frankenwald Badetemperaturen zu erwarten waren, nur etwa um 14:00 Uhr und dann erst wieder zwischen 17:00 und 18:00 Uhr Personenzugverkehr abgewickelt wurde, konnte die Bahn zwangsläufig wenig genutzt werden.
Der Personenverkehr endete schließlich zum Fahrplanwechsel am 30. Mai 1976. Im folgenden Jahr begannen von Schauenstein aus die Gleisrückbauarbeiten auf dem Abschnitt Selbitz–Schauenstein, die einfachen hölzernen Wartehäuschen in Weidesgrün und Volkmannsgrün wurden im Mai 1977 abgerissen. Im Oktober 1981 ließ die Deutsche Bundesbahn (DB) von insgesamt sechs Brücken der Strecke drei sprengen. Die „Waldenfelsbrücke“ nahe Uschertsgrün wurde 1989 für Testzwecke einer extremen Belastungsprobe durch die Deutsche Bundesbahn unterzogen, bis sie endlich zusammenbrach. Bis heute stehen in Selbitz noch die Brücke über die Brunnenstraße und über die Obere Austraße. Zudem zeugt auch der Eselsberg-Tunnel bei Weidesgrün von der einstigen Trasse. Er wurde mittlerweile auf einer Seite verschlossen und dient einem Landwirt als Maschinenhalle. Nachdem am 31. März 1987 auch der Güterverkehr zwischen Schauenstein und Helmbrechts eingestellt worden war, begann auch auf diesem Teil der Gleisrückbau.
Abschnitte der Strecke zwischen dem Eselsberg-Tunnel und Schauenstein sowie zwischen Volkmannsgrün und Helmbrechts werden heute als Rad- und Gehweg genutzt. Dort sind auch noch Kilometersteine zu finden. In Volkmannsgrün wurde die ehemalige Bahnbrücke über die Straße nach Helmbrechts für den Radweg wieder aufgebaut und außerdem ein Unterstellhäuschen neu errichtet. Der ehemalige Endbahnhof Helmbrechts, mittlerweile zum Haltepunkt zurückgebaut, ist heute nur noch via Bahnhof Münchberg zu erreichen.

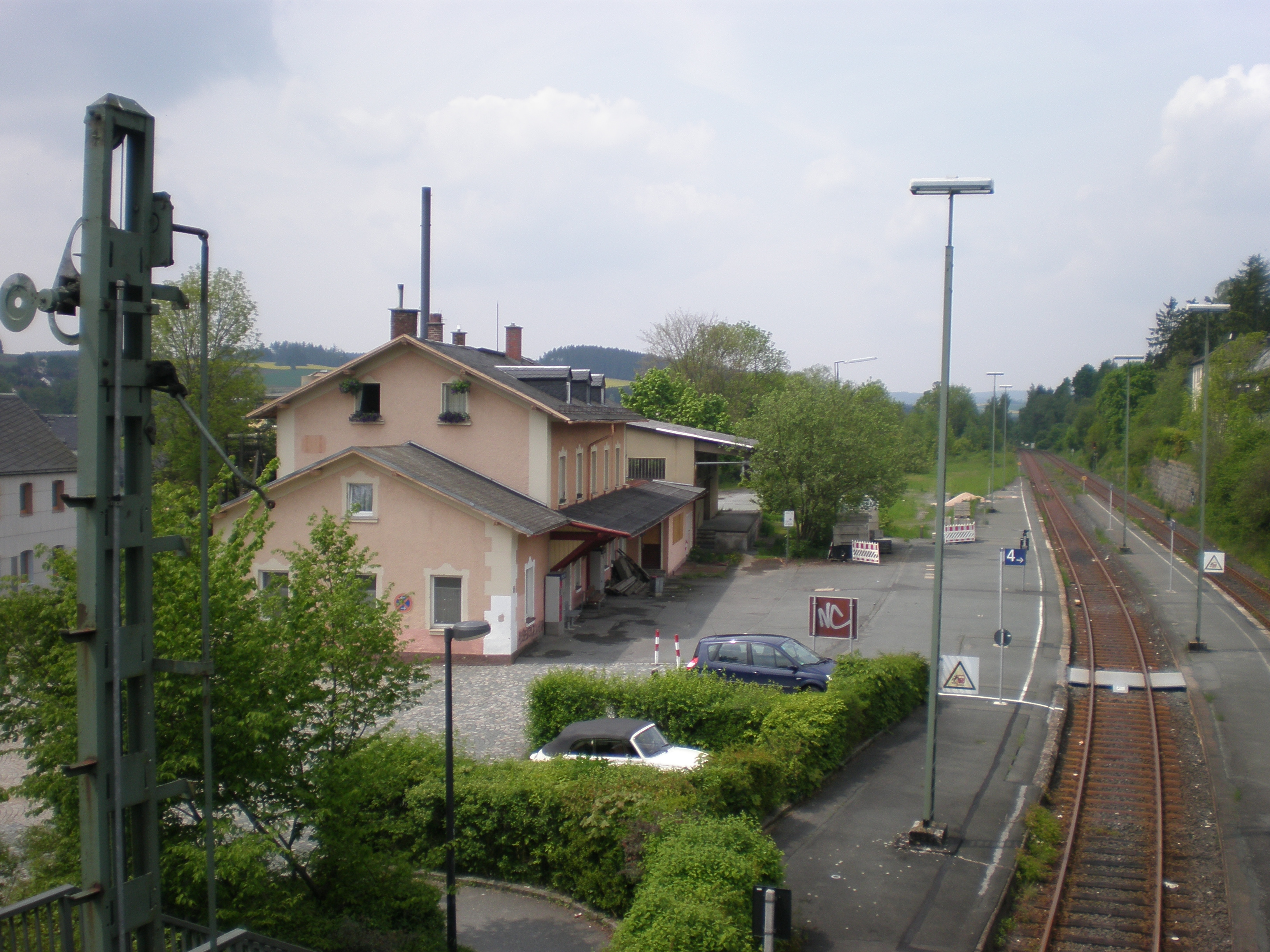
Bahnhof Selbitz
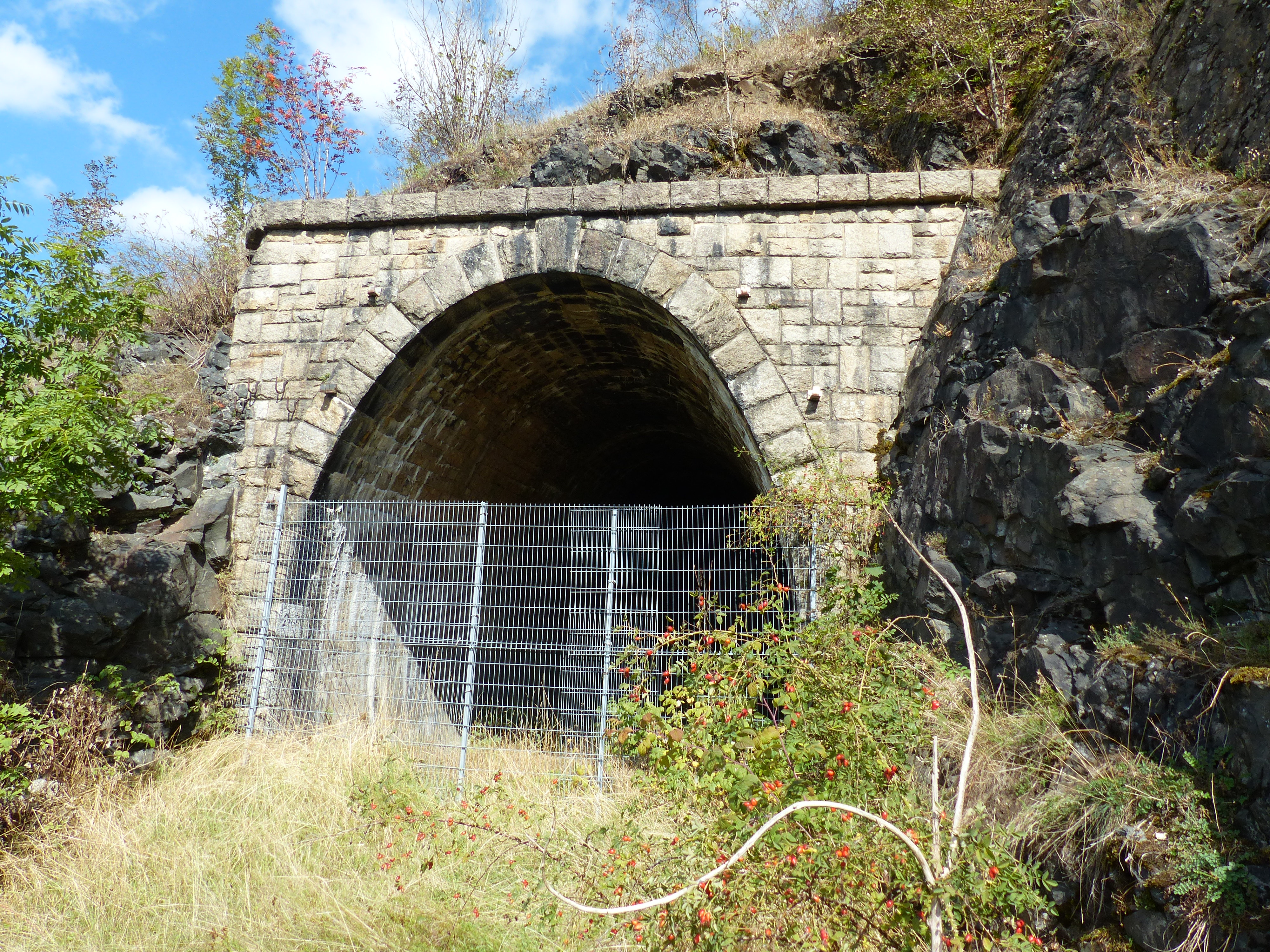
Ehemaliger Eselsberg-Tunnel in Weidesgrün, 2012
Bahnhof Schauenstein
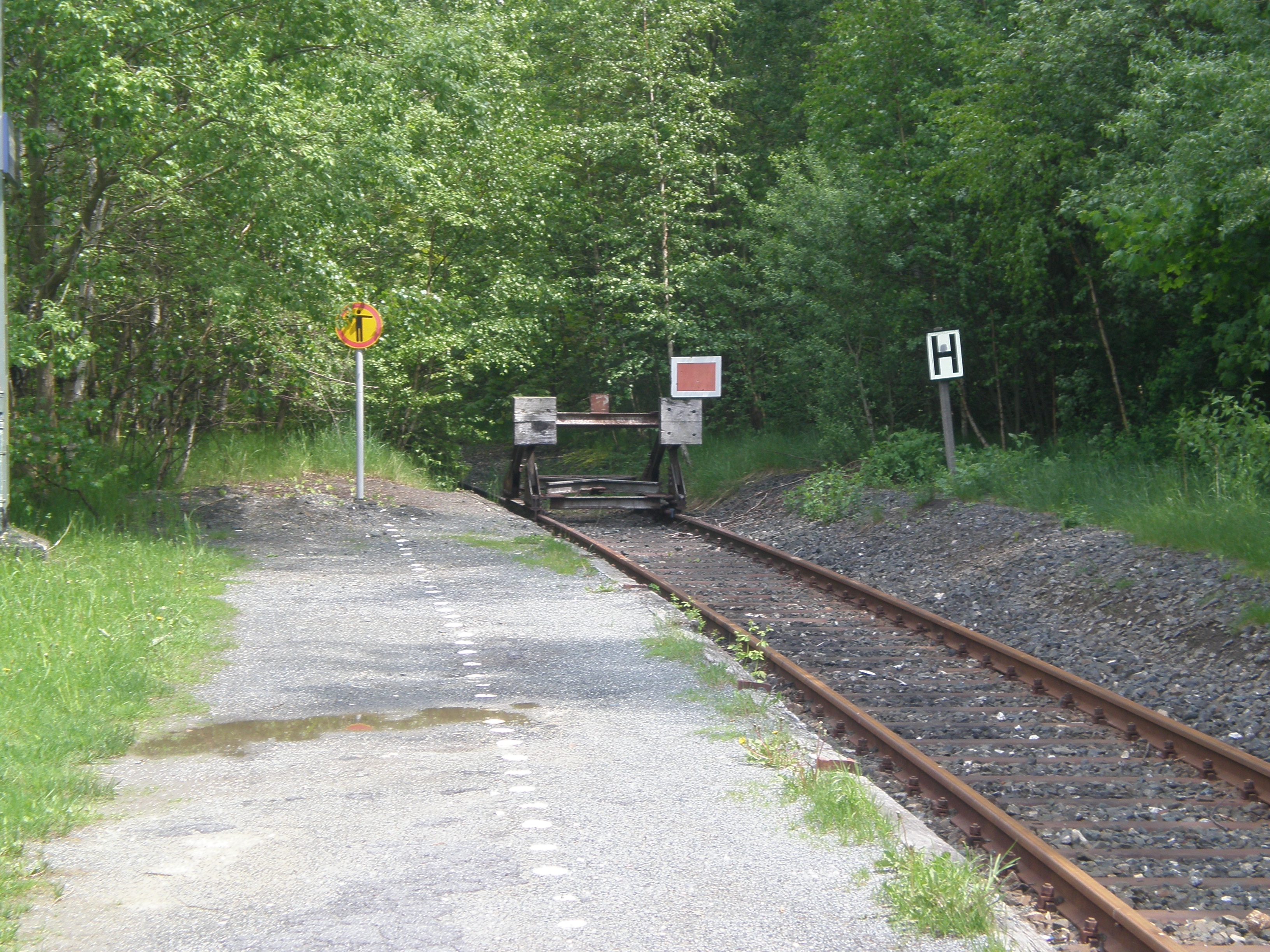
Haltepunkt Helmbrechts
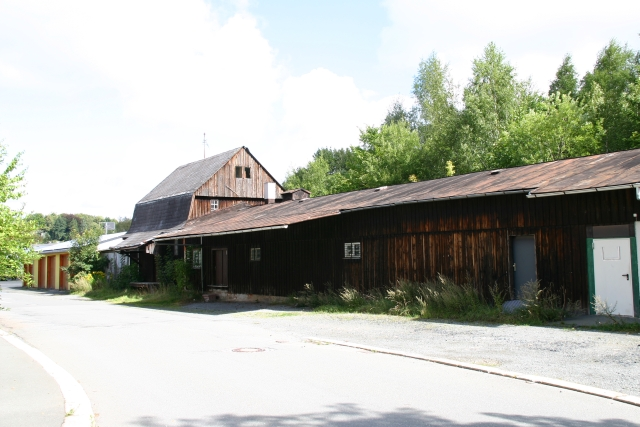
Güterschuppen Helmbrechts